# Махмуд Джелаледдин-эфенди
Шехзаде Махму́д Джелаледди́н-эфенди  (осман. شهزادہ محمود جلال لدین‎; 14 ноября 1862, Стамбул — 1 сентября 1888, Стамбул) — сын султана Абдул-Азиза и его третьей жены Эдадиль Кадын-эфенди.

## Биография
Махмуд Джелаледдин-эфенди родился 14 ноября или 16 ноября 1862 года в стамбульском дворце Долмабахче в семье султана Абдул-Азиза и третьей кадын-эфенди Эдадиль Кадын-эфенди. Согласно османисту Олдерсону, вероятно у него была младшая родная сестра Эмине-султан (1866—1867). В честь рождения шехзаде во дворце были устроены торжества, новорождённому подарили костюмы от сглаза. Эдадиль получила соболиный мех, пять платьев с вышивкой разных цветов и два деревянных сундука. По старой османской традиции подарки также получили акушерка, принимавшая роды у его матери, и наложницы в гареме. 
В 1863 году в возрасте одного года шехзаде был зачислен на службу во флот и ему было присвоено звание сержанта. 
В 1870 году во дворце Долмабахче состоялась церемония обрезания, на которой помимо Махмуда Джалаледдина и его брата Юсуфа Иззеддина были обрезаны шехзаде Селим Сулейман и Мехмед Вахидеддин (сыновья султана Абдул-Меджида I), Мехмед Селахаддин и султанзаде Алаэддин-бей, сын Мюнире-султан. В том же году он был переведён в Первую роту (Birinci Bölüğü) и получил звание майора (бинбаши), присвоение которого было сочтено целесообразным.
В июле 1872 года Махмуду Джалаледдину было присвоено звание подполковника (каймакама) и ему была предоставлена комната в квартале Касымпаша, а также он получил посеребряную саблю. В сентябре того же года посетил Измит и жители города выразили своё удовлетворение. В марте 1873 года шехзаде было присвоено звание полковника (миралай). 9 июля 1873 года получил звание полковника бригадного генерала (мирлива, а 23 декабря 1874 года ему было присвоено звание генерал-майора (ферик).
В июне 1876 года спустя месяц после свержения своего отца Махмуд Джалаледдин был уволен с военной службы. Скончался 1 сентября 1888 года в стамбульском дворце Ферие в возрасте 25 лет.